# 이희승
이희승(李熙昇, 1896년 6월 9일 ~ 1989년 11월 27일)은 일제강점기, 대한민국의 국어학자, 시인, 수필가이다. 자(字)는 성세(聖世), 호(號)는 일석(一石), 본관은 전의(全義)이다.

## 주요 이력
조선 경기도 광주군 의곡면 포일리(지금의 대한민국 의왕시 포일동)에서 출생하여 지난날 한때 대한제국 경기도 개풍군(지금의 조선민주주의인민공화국 개성특급시 개풍군)을 거쳐 대한제국 경기도 시흥군에서 잠시 유아기를 보냈다. 조선어학회에서 연구 활동을 하다가 1942년 왜정이 조선어학회원들을 고문과 투옥으로 탄압한 사건인 조선어학회 사건으로 옥살이를 하였으며 고문당한 경험을 술회하기도 했다. 해방 후 서울대학교 교수로 있으면서 국어학 저술활동을 했고 국어사전을 편찬했다.
특히 이희승의 한국어 문법체계는 최현배의 문법체계와 더불어 광복후 무질서한 대한민국 언어학 문법체계의 중요한 계열을 형성하였다. 문법론적인 체계외에도 단어와 어휘분야에도 큰 관심을 기울여 1961년에 발행한 《국어대사전》(수록어휘 25만7854)은 한국어의 커다란 업적으로 평가받는다.
1968년부터 20년 동안 현정회(顯正會) 이사장으로서 단군의 존숭사업에 공헌하였고 1969년부터 19년 동안 한국어문교육연구회 회장으로서 국한문혼용 주장 등 어문교육 올바른 방향과 시정에 힘쓰면서 이희승은 1971년 단국대학교 동양학연구소장에 취임하여 한한(漢韓)대사전을 편찬하였으며 ‘현정회(顯正會) 이사장, 광복회 고문 등으로 활약하였다.

## 생애

### 생애 초반
경기도 광주군 의곡면(현 의왕시) 포일리에서 이종식(李宗植)의 맏아들로 태어난 이희승은 한때 경기도 개풍군과 경기도 시흥군에서 유년기를 보냈으며 5살 때 천자문을 줄줄 외울 정도로 총명하여 집안의 바람 대로 8세가 되던 해, 1903년부터 5년간 개인 교습처럼 사숙에서 한문을 수학하였다.
13세가 되던해인 1908년, 경주 이씨 집안의 이정옥(李貞玉)과 혼인한 다음 곧 상경하여 관립 한성외국어학교 영어부에 입학하였으나, 1910년 경술국치로 이 학교가 폐교되어 입교 3년만에 조기 졸업하였다.

### 수학과 청년기
이어 1911년 9월까지 경성고등보통학교(일명 경성고보, 현 경기고등학교)에서 수학하였지만 일본어 강요에 반발하여 경성고보를 자퇴하고 1912년부터 1913년까지 양정의숙(養正義塾)에서 법학을 전공하였다.
1914년 사립 신풍학교(新豊學校) 교원으로 취임하였지만 학구열이 많았던 이희승은 1915년 사립 중동학교 야간부에 통학하였으며, 이어 1918년 사립 중앙학교 4년을 졸업하였다.
같은 해 경성직뉴주식회사(京城織紐株式會社)에 서기로 입사하여 근무하다가 1919년부터 4년 반 동안 경성방직주식회사(현 경방)에 근무하였다.

### 언어 연구
1923년 다시 전문학교 입학 검정 시험에 합격하여, 1925년 연희전문학교 수물과(數物科)를 졸업하고 이어 1927년 경성제국대학 예과를 수료한 다음, 1930년 경성제국대학 법문학부 조선어학 및 문학과를 졸업하였다.
같은 해 조선어학회에 입회하여 간사(이사)와 간사장(대표간사) 등을 역임하면서 이 회에서 추진하고 있던 ‘한글맞춤법통일안’(1933년 완성)과 ‘표준어사정(標準語査定)’(1937년 완성)사업에 적극적으로 참여하였다.
1968년부터 20년 동안 현정회(顯正會) 이사장으로서 단군의 존숭사업에 공헌하였는데 1969년부터 19년 동안 한국어문교육연구회 회장으로서 국한문혼용 주장 등 어문교육 시정에 참여하였다.

### 생애 후반
1955년 2월 인촌 김성수 기념사업회의 창립 발기인의 한 사람으로 참여하였다. 1971년부터 1981년까지 단국대학교 부설 동양학연구소 소장으로 있으면서 세계최대한자사전으로 기록된 한한대사전을 편찬하는 등 국학 및 동양학 발전에 크게 기여하였다.
이희승의 별명은 '딸깍발이'인데 왜 그런 별명이 생겼는가하는 의문에 전형적인 남산골 샌님으로 지나 마르나 나막신 하나를 신고 다녔으며, 마른 날은 나막신 굽이 굳은 땅에 부딪쳐서 딸깍딸깍 소리가 유난하였기 때문이라는 설명에서 찾을 수 있다.
이렇게 남산골 샌님으로 살면서 선비정신을 잃지 않은 이희승은 수필‘딸깍발이’ 중에서 "겨울이 오니 땔나무가 있을 리 만무하다. 동지 설상(雪上) 삼척 냉돌에 변변치도 못한 이부자리를 깔고 누웠으니, 사뭇 뼈가 저려 올라오고 다리 팔 마디에서 오도독 소리가 나도록 온몸이 곧아 오는 판에, 사지를 웅크릴 대로 웅크리고, 안간힘을 꽁꽁 쓰면서 이를 악물다 못해 박박 갈면서 하는 말이 “요놈, 요 괘씸한 추위란 놈 같으니, 네가 지금은 이렇게 기승을 부리지마는, 어디 내년 봄에 두고 보자."라는 대목에서 그 때의 심정을 실감있게 그려내었다.
살림살이는 비록 비루했지만 정신만은 꼿꼿했던 선비의 생활상을 가감 없이 그려낸 이희승의 선비정신이었다. 이런 선비정신으로 5·16 군사정변 뒤 동아일보 사장 때는 군정을 거부했고, 유신체제 아래서는 ‘민주회복국민회의’의 고문으로 독재와 결연히 맞섰고 1980년대 5공화국 때도 시국선언에 앞장서는 등 일석의 생애는 자타가 인정하듯 정도(正道)를 걸었다고 자부할 수 있었다.

### 최후
1989년 11월 27일 94세로 별세, 경기도 고양군 벽제면 문봉리(현 고양시 일산동구 문봉동) 선영에 안장되어 있다. (일석 이희승 전집 참조)

## 학문과 업적

### 국어학 연구
1947년에 간행된 《조선어학논고(朝鮮語學論攷)》는 1930년부터 1940년까지에 발표하였던 20여편의 논문 가운데에서 16편만을 엄선해 수록하였는데 이러한 기초적인 연구 끝에 1955년에 간행된 《국어학개설(國語學槪說)》은 대한민국 국어학연구의 방향을 제시한 명저로 평가된다. 하지만 이희승의 문법에 관한 이론은 최현배의 문법이 주류를 이루면서 대학에서의 문법론 강의자료에 상당히 많은 분량에 걸쳐 나타난 자료가 공간(公刊)하지 못하여 중고등학교의 문법교과서를 통해서 문법체계를 엿볼 수 밖에 없는 실정에 있다.

### 한글 문법 연구
용언의 활용어미는 독립된 품사로 인정하지 않았으나, 체언과 결합되는 여러 가지 곡용(曲用)어미는 이를 독립된 단위로 인정하여 ‘조사’라고 하였으며, 체언에 조사가 결합되는 언어형식을 ‘어절(語節)’이라고 하고, 품사론의 단위는 단어, 글월의 단위는 어절로 잡았다.
품사는 명사, 대명사, 동사, 형용사, 존재사, 관형사, 부사, 감탄사, 접속사, 조사로 하고, 지정사(指定詞)‘이다’는 체언의 활용인 서술격조사로 처리하였다.
이희승의 이러한 문법체계는 최현배의 문법체계와 더불어 대한민국 언어학 문법체계의 2대계열을 형성하여 왔다. 문법론 이외에도 단어와 어휘분야에도 큰 관심을 기울여 1961년에 발행한 《국어대사전》(수록어휘 25만7854)은 한국어의 커다란 업적으로 평가받는다.

### 교과서 편찬 사업
교과서로는 《초급국어문법》 (1949)과 이를 보완한 《새고등문법》 (1957)을 출간하였는데, 문법을 정의하기를 ‘단어와 단어가 서로서로 관계를 맺어서 글월을 이루는 법칙’이라 하고, 문법의 영역을 총설, 품사, 글월 문(文)의 3부문으로 제시하였는데 최현배(崔鉉培)의 《우리말본》 (1937) 등에서 문법의 영역을 소리갈(音聲學), 씨갈(詞論), (글)월갈(文章論)과 같이 음성학이나 음운론 분야를 문법학에 포함시켜오던 연구태도와는 전혀 다른 방법이었다.

### 일석 국어학상 제정
경성제국대학 조선어문학과를 나온 뒤 이화여전에서 교편을 잡았던 일석은 1942년 조선어학회 사건으로 검거돼 일본이 패망할 때까지 3년간 옥고를 치렀다.
해방 후에는 서울대 문리대 교수로 자리잡고 연세대의 외솔 최현배와 함께 국어학계의 양대 산맥을 이뤘는데 두 사람은 각각 한자 혼용(일석)·한글 전용(외솔)론을 주장한 것으로도 잘 알려져 있다.
일석은 맞춤법 통일안의 이론적 바탕을 수립하고 국어문법체계를 확립했으며 국어대사전을 편찬했고 서울대에서 정년퇴임한 후에는 성균관대 대학원장과 단국대 동양학연구소장 등을 지냈다. 장충식 전 단국대 총장은 일석의 동양학연구소장 시절 일화를 언론에 소개한 적이 있다.
저명한 원로학자에 대한 예우로 재정이 빡빡했지만 대학에서 가장 많은 봉급을 책정했더니 "분수에 넘치는 돈은 못 받는다"며 화를 내더라는 것이다. 결국 입씨름 끝에 원래 액수의 3분의 1로 줄이자 그때서야 받았다고 한다.
문인으로서도 일가를 이룬 일석은 수필집 <벙어리 냉가슴> <소경의 잠꼬대> <먹추의 말참견>과 시집 <박꽃> <심장의 파편> 등을 남겼다.
또한 일석은 150cm에도 못 미치는 단구(短軀)였지만, 돈에든 권력에든 굽히지 않았던 꼿꼿함, 그 딸깍발이 정신이 살아 곳곳에서 드러내었다.
서울시 종로구 동숭동 일석의 자택이 있던 자리에 2002년 6층 높이의 일석 학술재단 건물을 세우고 2003년부터 수여하는 일석국어학상을 만들어 후예와 제자들이 이희승의 유지(遺志)를 기리고 있다.
| “ | 선친께서는 생전에 정리하고 남은 재산이 있으면 국어학 연구에 힘쓴 후진들을 돕는 데에 써달라고 저와 제자들에게 당부하셨지요. 그래서 함께 모여서 사시던 집터에 건물을 짓고 학술재단도 만들었습니다. 6층에 자료실, 회의실 등을 마련해 저서·일기장·원고 등 유품들을 전시·보관하고 있고, 제가 5층에서 기거하고 있지요. 그동안 재단도 자리를 잡아가 2010년에 8번째 일석국어학상 시상(연구비 3000만원)을 했고, 2010년부터는 젊은 세대를 대상으로 한 일석국어학위논문상(500만원)도 신설했습니다. (아들 교웅씨) | ” |

노천명은 국어국문학자 이희승을 스승으로 모시고 그에게 작품을 보내 작품평을 듣고, 작품에 대한 의견을 주고받기도 했다.
| “ | 詩集(시집) 이름을 아직 작정 못했는데 ’남사당’, ’검정나비’, ’鄕愁(향수)’ 중에서 어떤 것이 좋겠읍니까. 序文(서문)은 今週內(금주내)로만 주시면 되겠읍니다. 그럼 선생님의 건강을 비오며. 천명 드림. | ” |

노천명이 평생을 스승으로 모신 국어학자 이희승에게 보낸 편지의 일부분이다. 노천명과 이희승과 주고받은 편지에는 세로쓰기에 한자가 많이 섞였다.
1989년 6월 9일, 아흔 세 번째 생일을 맞은 국어학자 일석 이희승(一石 李熙昇·1896∼1989) 선생은 서울 동숭동 자택을 찾아온 제자들과 친지 앞에서 평생 마음 한구석에 품어왔던 계획을 내비쳤다. 국어학자를 위한 상을 만들고 싶다는 것이었다. 일석은 사재 2억원을 기금으로 내놓으며 상을 제정해달라고 부탁했다. 일석은 “국어 발전을 위해 연구하는 학자들이 대개 생활이 어려우니 얼마 되지 않은 상금이라도 요긴하게 쓰였으면 한다”고 말했다.
일석이 작고한 지 14년 만에 비로소 그의 뜻이 세상에 펼쳐지게 됐다. 2003년 6월 10일 제정된 일석국어학상의 제1회 수상자로 이익섭 서울대 명예교수(65)가 선정돼 서울시 세종문화회관에서 시상식이 열렸다.

## 연보
- 1971년 단국대학교 동양학 연구소장 취임
- 1968년 학술원 부회장 피선
- 1969년 성균관대학교 석좌교수, 대학원장 취임
- 1965년 대구대학 대학원장에 취임
- 1963년 동아일보사 사장에 취임
- 1962년 서울대학교 명예교수 추대
- 1961년 서울대학교 정년퇴임
- 1957년 서울대학교 문리과대학 학장 취임
- 1954년 대한민국학술원 종신회원 피선
- 1952년 서울대학교 대학원 부원장 취임
- 1945년 서울대학교 문리과대학 교수 취임
- 1932년 조선어학회 간사 및 한글학회 이사 취임
- 1932년 이화여자전문학교 교수 취임
- 1930년 한글맞춤법통일안,외래어표기법 제정 참여
- 1930년 조선어학회 회원

## 학력
- 경기도 광주에서 사숙학교 졸업
- 관립한성외국어학교 영어과 전퇴
- 경성고등보통학교 수료
- 경성 양정고등보통학교 수료
- 경성 중동고등보통학교 수료
- 경성 중앙고등보통학교 중퇴
- 경성 YMCA 영어학교 졸업
- 경성 연희전문학교 수물과(數物科) 전문학사
- 경성제국대학교 조선어학과 학사
- 일본 도쿄 제국대학교 대학원 언어학과 인문과학 석사
- 서울대학교 대학원 국어국문학과 문학박사

## 수상 경력
- 1957년 학술원공로상
- 1960년 서울시교육공로상
- 1962년 건국훈장 독립장
- 1962년 학술원공로상
- 1978년 인촌문화상
- 1989년 서거함과 동시에 국민훈장 무궁화장

## 저서
- 1996 딸각발이 선비의 일생
- 1975 먹추의 말참견
- 1962 소경의 잠꼬대
- 1961 시집 '심장의 파편'
- 1956 벙어리 냉가슴
- 1947 시집 '박꽃'

## 가족 관계
| “ | 선친께서 생전에 국립묘지 애국자묘역에 묻히는 것을 사양하셔 조촐히 가족장으로 모셨지요. ‘공것을 바라지 말며, 남에게 억울한 짓을 하지 말라. 아무리 걱정을 하여도 애당초부터 아무 효과도 없을 걱정은 하지 말라. 성실하라. 정직하라. 그리고 겸손하여라.’ 이런 가훈을 적어 남겨 주셨지요. (아들 교웅씨) | ” |

- 부인 : 이정옥(1894~1987.12.29)
  - 아들 : 이교웅(1925~2014.1.3) 서울대 의대 졸업, 서울 명륜동에 산부인과 병원 개업
  - 딸 : 이교순

## 같이 보기
- 주시경
- 이육사
- 이윤재
- 곽상훈
- 김두봉
- 노천명
- 이병기
- 최현배
- 김성칠